# Castorama
Castorama es un minorista francés de herramientas y suministros de bricolaje y, mejoras para el hogar, con sede en Templemars, Francia, y forma parte del grupo británico Kingfisher plc, que tiene 101 tiendas en Francia, setenta y seis en Polonia y veinte en Rusia. La compañía se convirtió en una subsidiaria de Kingfisher plc en mayo de 2002, junto con la propia subsidiaria de Castorama, Brico Dépôt.
Algunos puntos de venta se han convertido o reubicado bajo el formato Brico Dépôt 'DIY Warehouse', basado en la fascia de B&Q Warehouse en el Reino Unido. En febrero de 2009, Kingfisher vendió treinta y una tiendas de Castorama en Italia al minorista francés Leroy Merlin.